# Hoffnungskirche (Berlin-Tegel)

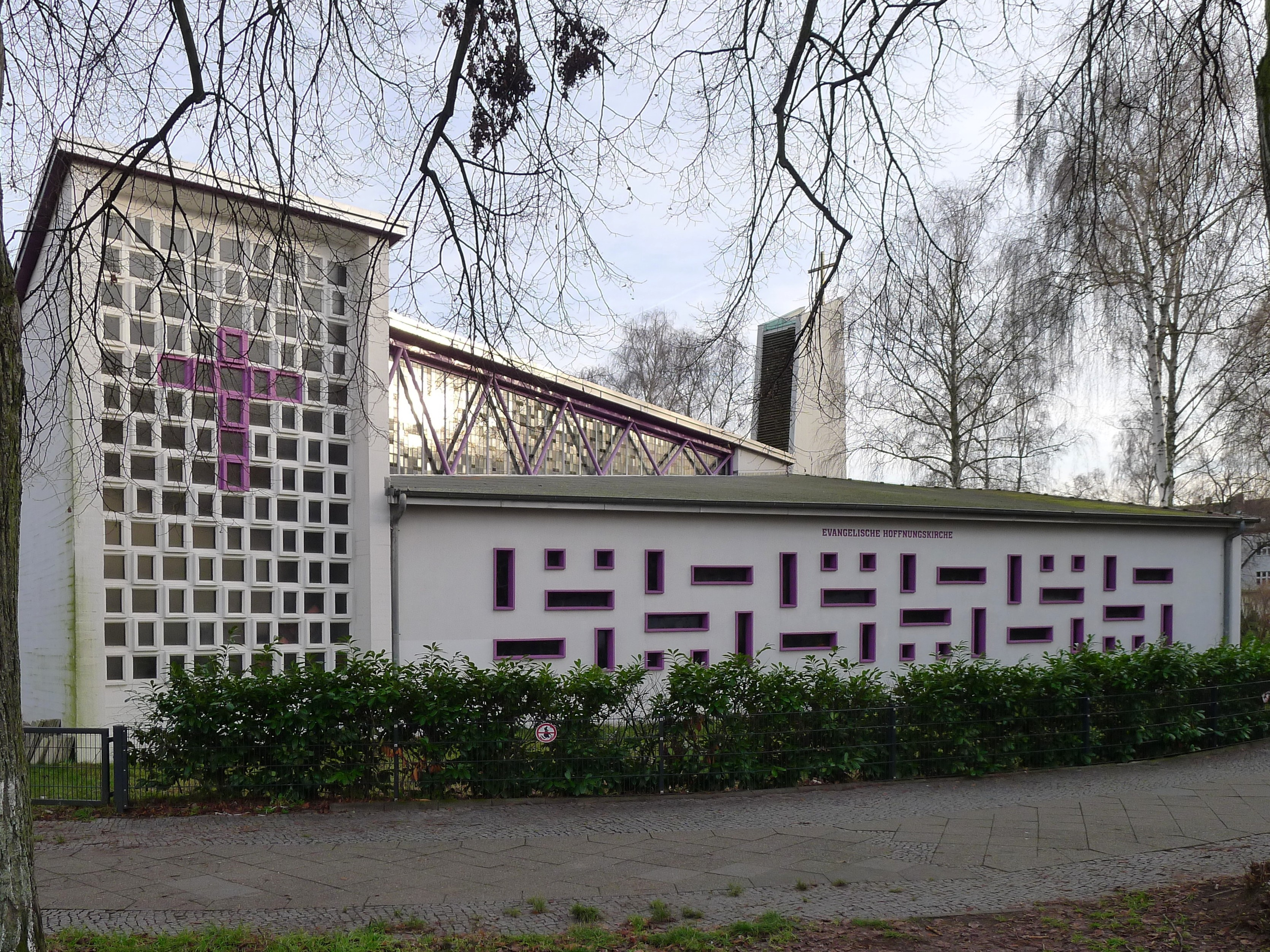
Hoffnungskirche

Die Hoffnungskirche ist eine evangelische Kirche am Tile-Brügge-Weg 49 im Berliner Ortsteil Tegel des Bezirks Reinickendorf. Sie entstand 1959–1960 nach einem Entwurf von Otto Risse im Architekturstil der Nachkriegsmoderne.

## Geschichte
Wegen der gewachsenen Einwohnerzahl in Tegel gab es seit 1949 Bestrebungen, die Kirchengemeinde der Dorfkirche Alt-Tegel zu teilen. Am 11. August 1954 wurde vom Gemeindekirchenrat beschlossen, im Gemeindeteil Tegel-Süd einen Gemeindestützpunkt zu errichten, später wurde die Martinus-Kirche gebaut. Für den Pfarrbezirk Neu-Tegel wurden am 1. Oktober desselben Jahres Räume für seine bevorstehende Selbständigkeit angemietet. Am 15. März 1955 wurde für diesen Pfarrbezirk ein Kirchenbauverein gegründet. Die Kirchengemeinde Berlin-Tegel wurde 1957 in drei selbstständige Kirchengemeinden geteilt, und zwar in die Evangelische Kirchengemeinde Alt-Tegel, die Evangelische Kirchengemeinde Neu-Tegel und die Evangelische Kirchengemeinde Tegel-Süd. Am 26. Juni 1959 war die Grundsteinlegung für die Kirche der Gemeinde Neu-Tegel, am 3. Oktober 1960 ihre Einweihung. 1961 erhielt die Kirche den Namen Hoffnungskirche. Die Hoffnungs-Kirchengemeinde Tegel ist heute eine von neunzehn Gemeinden im Kirchenkreis Reinickendorf, der zum Sprengel Berlin der Evangelischen Kirche Berlin-Brandenburg-schlesische Oberlausitz gehört.

## Baubeschreibung
Der Gebäudekomplex des Gemeindezentrums besteht aus mehreren Baukörpern und einem Campanile. Der Grundriss der Kirche ist polygonal. Der Kirchsaal hat zwei verschieden hohe Teile, die jeweils mit einem Pultdach bedeckt und innen mit Holz verkleidet sind. In einem Lichtgaden treffen sie beide zusammen. Die Betonwand im Westen des niedrigen Teils hat farbig verglaste Öffnungen. Der Altarraum wird seitlich durch die Fenster einer Gitterwand beleuchtet. An der Altarwand befindet sich ein helles Holzkreuz. Der Saal lässt sich bei Bedarf durch eine Falttür unterhalb der Orgelempore mit dem dahinter liegenden Gemeindesaal vereinigen.

## Glocken
In der Glockenstube des aus zwei Betonscheiben bestehenden Glockenturms hängen drei Glocken:
| Gießer                  | Gießjahr  | Material  | Schlagton | Gewicht (kg) | Durchmesser (cm) | Höhe (cm) | Inschrift             |
| ----------------------- | --------- | --------- | --------- | ------------ | ---------------- | --------- | --------------------- |
| Petit & Gebr. Edelbrock | 1965      | Bronze    | f′        | 1.050        | 117              | 98        | GLAUBE LIEBE HOFFNUNG |
| unbekannt               | unbekannt | Stahlguss | es        | 1.610        | 156              | 122       |                       |
| unbekannt               | unbekannt | Stahlguss | as        | 810          | 115              | 91        |                       |